# Classes esclavagistas angolana

localização geografica de angola

A historia de escravatura em Angola nos fornece os elementos necessários sobre as classes esclavagistas africana.
Boxer em seus estudos  chegou à conclusão de que o resultado da concentração de todos os esforços no trafico de escravos em Angola, durante, durante mas de dois séculos, foi a formação de uma poderosa classe de brancos comerciantes e donos de escravos, o crescimento de uma classe de negros destribalizados que cooperava neste comercio com os brancos e o aparecimento da classe dos mulatos e mestiços, alguns dos quais atingiram posições importantes na  milicia, no comercio de escravos e na igreja .Isto nas cidades costeiras, especialmente Luanda, e a volta dos presídios, nenhum dos quais a mais de duzentos quilometros da costa. No interior, mantinha-se a organização tribal, com excepção dos dembus e dos ambaquistas.

## O rendimento da exploração de escravos de Angola
Em 1770, o rendimento da extração de escravos de angola tinha sido de 150 contos; os demais créditos não atingiam, em conjunto, tal soma. Em 1803, o rendimento de Angola e Benguela foi de quase 191 000$000 réis, entrando nesta conta 162 000$000 réis provavelmente da exportação de escravos e 29 000$000 reis de outras origens. De 1817 a 1819 o número médio anual de escravos de angola para Brasil era de 22 000. A receita publica atingia 217 000$000 réis, sendo a dos escravos 177 000$000 réis. Antes de 1834, o rendimento dos escravos era de 134 contos, enquanto que as outras receitas não ultrapassavam os 32 contos, moeda fraca.  No mesmo ano em que Sá da Bandeira publicou o decreto da abolição, 1936, o total dos rendimentos públicos do conjunto das colonias portuguesas era de 578 535$000 réis. Para este montante contribuíam as colónias onde o tráfico era mais intenso com 290 contos. Desta ultima quantia, duzentos contos provinham do trafico da escravatura e apenas 90 de outras receitas.

### A posição política
As posições politicas das classes angolana seguiam exclusivamente os seus interesses momentâneos que se resumiam à garantia da manutenção do fluxo de escravos para o Brasil.
Em sessão de 17 de maio de 1865, a junta geral de Angola votou contra a abolição da escravatura, tendo o seu presidente alegado que esta medida havia de trazer para Angola ruína maior que a trouxera a invasão dos bárbaros na Europa: que o princípio era justo, mas a execução dele em angola acarretaria consequências terríveis porque o gentio mataria anualmente milhares de  negros; que quanto ao decreto de 29 de abril de 1858, a acabar com a escravatura, traria grandes males, uma vez que os escravos não estavam preparados para receber proveitosamente a liberdade; só o dar-lhe o foro de livres, seria um mal para eles; e que se a determinação se efetivasse, fosse Sá da Bandeira em Angola executá-la... O vice-presidente da junta  afirmou que os escravos até preferiam aquela condição à de livres.